# Coll de Sant Marçal
El coll de Sant Marçal és un coll que es troba al Montseny, entre les Agudes i el Matagalls. Està situat al costat del Turó de Sant Marçal, a la frontera entre els municipis de Viladrau, a la comarca d'Osona, d'Arbúcies, a la comarca de la Selva, i de Montseny, a la comarca del Vallès Oriental. S'hi pot trobar l'ermita de Sant Marçal del Montseny, així com el naixement de la Tordera, al sud, i de la riera d'Arbúcies, al nord.
Està documentat des de l'any 1551 que hi havia una creu on s'anava en processó. Va ser reposada pels Amics del Montseny.